# Zelotomys hildegardeae
Zelotomys hildegardeae is een knaagdier uit het geslacht Zelotomys dat voorkomt in de Centraal-Afrikaanse Republiek, Zuid-Soedan, Kenia, Zuidwest-Oeganda, Tanzania, Rwanda, Burundi, het noordoosten van de Democratische Republiek Congo, Noord-Malawi, Zambia en West-Angola. De soort leeft in hoog gras op de bodem en is overdag actief. Hij eet insecten en stoot hoge kreten uit.
Zelotomys hildegardeae · Zelotomys woosnami